# Rio Zeya
O rio Zeya (em russo:  Зе́я; manchu: Jingkiri bira, também romanizado para "Zeja") é um curso de água do extremo oriente russo com 1242 km de comprimento e afluente do rio Amur. Nasce na cordilheira Tokiysky Stanovik, parte dos montes Stanovoi. Drena uma enorme bacia, com 233000 km2. O primeiro russo a chegar à região foi Vassili Poyarkov.
O Zeya banha a importante cidade de Blagoveschensk, capital do oblast de Amur (219 221 habitantes em 2002).
O rio, por causa das duras condições climáticas, congela normalmente no início de novembro e assim fica até maio; neste período atingem-se os valores mínimos de caudal.
O Zeya é navegável normalmente num longo troço de várias centenas de quilómetros, deste a foz no Amur até à cidade de Zeya. Além de portos fluviais (Zeya e Blagoveshchensk), também é importante o porto de Svobodny (63 889 habitantes).
No seu percurso conta com uma grande barragem inaugurada em 1975, a barragem de Zeya, com geração de 1330 MW, hoje operada pela RusHydro. Tem uma albufeira com 220 km de comprimento, área de 2500 km² e 68,4 km³ de volume de armazenamento.

## Afluentes
Os principais afluentes do Zeya, são, na direção montante-jusante, os seguintes
- Rio Mul'muga (Мульмуга), pela margem direita;
- Rio Tok (Ток), pela margem direita, com comprimento de 306 km e uma bacia de 5930 km²;
- Rio Argi (Арги), pela margem esquerda, com comprimento de 350 km e uma bacia de 7090 km²;
- Rio Brjanta' (Брянта), pela margem direita, com comprimento de 317 km e uma bacia de 14 100 km²;
- Rio Gilyuy (Гилюй), de 545 km, com caudal de 209 m³/s e uma bacia de 22 500 km²;
- Rio Kupuri (Купури), pela margem esquerda;
- Rio Urkan (Уркан), pela margem direita, com comprimento de 304 km e uma bacia de 16 200 km² (há outro rio Urkan na bacia do Zeya, embora da margem oposta, com 234 km de comprimento);
- Rio Dep (Деп), pela margem esquerda, com comprimento de 348 km e uma bacia de 10 400 km²;
- Rio Selemdzha (Селемджа), pela margem esquerda, de 647 km, caudal de 715 m³/s e uma bacia de 68 600 km²;
- Rio Tom' (Томь), pela margem esquerda, de 433 km, caudal de 103 m³/s e uma bacia de 16 000 km².